# U-455

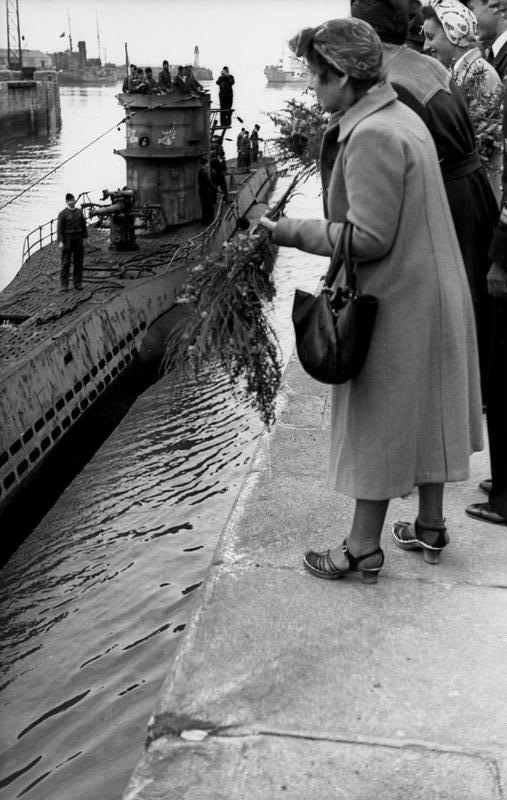
L'U-455 arribant a St. Nazaire després d'una patrulla, 16 de juny de 1942

El submarí alemany U-455 va ser un submarí tipus VIIC construït per a la Kriegsmarine de l'Alemanya nazi per al servei durant la Segona Guerra Mundial. Se li va col·locar la quilla el 3 de setembre de 1940, avarat el 21 de juny de 1941 i entrà en servei el 21 d'agost amb el Kapitänleutnant Hans-Heinrich Giessler al comandament d'una tripulació de 51 persones.
El seu servei va començar amb la 5a Flotilla d'U-boat, un equip d'entrenament. Va ser transferida a la 7a flotilla per a operacions a principis de 1942 i de nou a la 29a flotilla el març de 1944.
Va fer deu patrulles i va ser membre de sis llopades; va enfonsar tres vaixells per un total de 17.685 tones brutes de registre (TRB).
Es va perdre, probablement al mar Lígur (al nord de Còrsega), el 5 d'abril de 1944. El seu naufragi va ser descobert l'any 2005, davant de Gènova. Abans s'havia pensat que estava a prop de La Spezia.

## Disseny
Els submarins alemanys de tipus VIIC van ser precedits pels submarins de tipus VIIB més curts. L'U-557 tenia un desplaçament de 769 tones (757 tones llargues) quan estava a la superfície i de 871 tones (857 tones llargues) mentre estava submergit. Tenia una longitud total de 67,10 m (220 peus 2 polzades), una longitud del casc a pressió de 50,50 m (165 peus 8 polzades), una mànega de 6,20 m (20 peus 4 polzades), una alçada de 9,60 m (31 peus 6 polzades) i un calat de 4,74 m (15 peus 7 polzades). El submarí estava propulsat per dos motors dièsel sobrealimentats de sis cilindres i quatre temps Germaniawerft F46, produint un total de 2.800 a 3.200 cavalls de potència (2.060 a 2.350 kW; 2.760 a 3.160 shp) per al seu ús a la superfície, dos motors elèctrics de doble efecte Siemens-Schuckert GU 343/38–8 que produïen un total de 750 cavalls de potència (75500 kW); shp) per utilitzar-lo submergit. Tenia dos eixos i dues hèlixs d'1,23 m (4 peus). El vaixell era capaç d'operar a profunditats de fins a 230 metres (750 peus).
El submarí tenia una velocitat màxima en superfície de 17,7 nusos (32,8 km/h; 20,4 mph) i una velocitat màxima submergida de 7,6 nusos (14,1 km/h; 8,7 mph). Quan estava submergit, el vaixell podia operar durant 80 milles nàutiques (150 km; 92 milles) a 4 nusos (7,4 km/h; 4,6 mph); mentre que a la superfície podia viatjar 8.500 milles nàutiques (15.700 km; 9.800 milles) a 10 nusos (19 km/h; 12 mph).
L'U-455 estava equipat amb cinc tubs de torpedes de 53,3 cm (21 polzades) (quatre muntats a la proa i un a la popa), catorze torpedes, un canó naval SK C/35 de 8,8cm (3,46 polzades), 220 projectils i un canó antiaeri C/30 de 2 cm (0,79 polzades). El vaixell tenia una tripulació de d'entre 44 i 60 oficials i mariners.

## Historial de serveis

### Primera, segona i tercera patrulla
La carrera operativa de l'U-455 va començar quan va deixar Kiel el 15 de gener de 1942. La seva primera patrulla el va portar a Islàndia via Stavanger i Bergen a Noruega. Va tornar a Bergen, amb les mans buides, el 28 de febrer de 1942.
La segona patrulla del vaixell va ser igualment improductiva, sortint de Bergen el 21 de març de 1942 i arribant a Saint-Nazaire, a la França ocupada, el dia 30. Continuaria utilitzant aquest port durant la major part de la resta de la seva carrera.
La seva tercera incursió va ser millor; el 3 de maig de 1942, va enfonsar el British Workman davant de Cape Race, Terranova, seguit del Geo H. Jones l'11 de juny al nord-est de les Açores. Després d'haver salpat de St. Nazaire el 16 d'abril de 1942, va tornar-hi el 16 de juny, després d'haver passat 62 dies al mar.

### Quarta i cinquena patrulla
La seva quarta patrulla va ser encara més llarga, la va portar fins a la costa de Geòrgia, als Estats Units , al sud-est de Savannah (Geòrgia) . Va tornar a St. Nazaire el 28 d'octubre de 1942, havent començat el viatge el 22 d'agost, un total de 68 dies.
La seva cinquena patrulla va començar el 24 de novembre de 1942; va escorcollar grans franges de l'Atlàntic, tot sense èxit.

### Sisena, setena, vuitena i novena patrulles
L'èxit continuava eludint-la; l'única emoció de la seva sisena patrulla va ser quan un tripulant va resultar ferit per un dels canons antiaeris del mateix vaixell.
Les coses es van fer encara més greus en la seva vuitena patrulla. Amb un nou capità, el Kptlt. Hans-Martin Scheibe, que havia assumit el comandament el 22 de novembre de 1942, l'U-455 , juntament amb l'U-264 i l'U-422, van ser atrapats a la superfície el 4 d'octubre de 1943 mentre re-proveïen de l'U-460 pels Grumman TBF Avengers de USS Card. Els vaixells més petits van escapar, però l'U-460 va ser enfonsat.
La seva novena incursió va veure que l'U-boat va transitar per l'estret de Gibraltar, fortament defensat, cap al mar Mediterrani, deixant St. Nazaire el 6 de gener de 1944 i arribant a Toló el 3 de febrer.

### Desè patrulla i pèrdua
La seva darrera transmissió va ser el 2 d'abril de 1944, quatre dies abans de la seva desaparició, quan va trucar per ràdio mentre patrullava davant la costa d'Alger.El 5 d'abril de 1944, l'U-455 es va perdre amb tots els seus homess, enfonsat per una mina. L'armada alemanya no va proporcionar al capità del submarí els seus últims mapes de camp de mines i l'U-455 va ser conduït directament a un camp de mines alemany. Una mina va explotar prop de la secció de popa, possiblement durant un gir, arrancant uns 10 m (33 peus) de la popa del vaixell, deixant la tripulació sense cap possibilitat de supervivència. El vaixell probablement es trobava a profunditat del periscopi, ja que el pal d'observació estava desplegat.
El naufragi es troba a uns 120 m (390 peus) de profunditat a 2 nmi (3,7 km; 2,3 milles) de Camogli, Itàlia, verticalment amb la seva secció frontal cap amunt. El seu mecànic dièsel Luke Brauer, que havia servit a bord fins a la patrulla 9 però transferit a l'acadèmia naval abans de la seva darrera missió, va confirmar la seva identitat durant una exploració marítima el 2008.

## Resum de l'historial de navegació

### Llopades
L'U-455 va participar en sis llopades:
- Hecht (27 de gener - 4 de febrer de 1942)
- Pfadfinder (21-27 de maig de 1942)
- Draufgänger (29 de novembre - 11 de desembre de 1942)
- Ungestüm (11-30 de desembre de 1942)
- Sense nom (11-23 de juliol de 1943)
- Schlieffen (14 d'octubre de 1943)

### Historial d'atacs
| Data                 | Nom             | Nationalitat  | Tonatge (GRT) | Destí    |
| -------------------- | --------------- | ------------- | ------------- | -------- |
| 3 de maig de 1942    | British Workman | Regne Unit    | 6.994         | Enfonsat |
| 11 de juny de 1942   | Geo H. Jones    | Regne Unit    | 6.914         | Enfonsat |
| 25 de juliol de 1943 | Rouenais        | França Lliure | 3.777         | Enfonsat |